# Бонев, Владимир
Владимир Бонев Амиджин (болг. Владимир Бонев Амиджин; 3 ноября 1917, c. Горно-Уйно, Кюстендилская область, Княжество Болгария, Османская империя — 20 апреля 1990, София, Народная Республика Болгария) — болгарский государственный деятель, председатель Народного собрания Народной Республики Болгария (1972—1981).

## Биография
В 1930 г. вступил в болгарский Рабочий молодёжный союз. C 1937 по 1942 г. изучал медицину в Белграде и Софии. Член БКП с 1935 г. Являлся членом Второго областного комитета Коммунистической партии в Софии. Дважды подвергался аресту. 
В годы Второй мировой войны участвовал в Национально-освободжительном движении. Из-за своей политической деятельности был арестован и заключен в концлагерь в 1943/44.  С июня по сентябрь 1944 г. был руководителем боевой освободительной организации Софии, входил в состав оперативного бюро по защите демонстраций и координация деятельности вооруженных сил сопротивления в Софии.
После приход к власти коммунистов 9 сентября 1944 г. занимал должность председателя ЦК Отечественного фронта в Софии (1948—1950). Также являлся 
первым секретарем районного комитета БКП в городе Кюстендил. 
- 1962—1972 гг. — генеральный секретарь и первый заместитель председателя Национального совета Отечественного фронта,
- 1966—1972 гг. — секретарь ЦК БКП,
- 1972—1981 гг. — председатель Народного собрания НРБ.

Член Государственного совета (1981—1989). С 1982 года — председатель ЦК Союза борцов против фашизма и капитализма. В 1989 году он был выведен из ЦК БКП. 
Член ЦК БКП (1961—1989).

## Награды и звания
Герой Социалистического Труда НРБ. Награжден орденами Георгия Димитрова и «13 веков Болгарии».